# 配達証明
配達証明（はいたつしょうめい）とは日本郵便が提供する郵便サービスの一つ。一般書留とした郵便物に対して付加するサービスである。

## 概説
一般書留（現金書留を含む）に付加できるオプションとして扱われ、郵便物を配達・交付した際に郵便物等配達証明書を差出人に送付し、当該の郵便物を配達・交付した事実を証明するサービスである。配達証明を付加された郵便物は、宛先面に「配達証明」と縦横一条の表示が行われる。
配達証明を付加した郵便物は、書留（一般・現金）以外の郵便オプションとして速達、引受時刻証明、内容証明、特別送達、本人限定受取、代金引換、配達日指定を付加することができる。
配達証明が付加された郵便物の配達が終了した後、配達を担当した郵便局名で「郵便物等配達証明書」が発行され、通信事務郵便で差出人に普通郵便扱いで送付される。

## 料金
加算料金は350円。郵便物を差し出してから1年以内であれば、一般書留である郵便物に限って発送時の受領書を提示したうえで480円の手数料で配達証明を受けることができる。差し出しの際は、郵便物の郵便料金、一般書留の加算料金と合わせて配達証明の加算料金を支払うことになる。